# 無刺粒突六棱箱魨
無刺粒突六棱箱魨為輻鰭魚綱魨形目鱗魨亞目箱魨科的其中一種，為亞熱帶海水魚，分布於西南太平洋的澳洲新南威爾斯省及維多利亞省海域，棲息深度10-300公尺，體長可達37公分，棲息於大陸棚，生活習性不明。